# Jacaena mihun
Jacaena mihun is een spinnensoort in de taxonomische indeling van de bodemzakspinnen (Liocranidae). 
Het dier behoort tot het geslacht Jacaena. De wetenschappelijke naam van de soort werd voor het eerst geldig gepubliceerd in 2001 door Deeleman-Reinhold.
De spin leeft op de bodem en maakt geen web.